# خانه محمد امیری
خانه محمد امیری مربوط به پهلوی اول است و در شهرستان نیشابور، شهر نیشابور، خ امام خمینی، روبروی باغ ملی واقع شده و این اثر در تاریخ ۹ بهمن ۱۳۸۴ با شمارهٔ ثبت ۱۴۰۰۳ به‌عنوان یکی از آثار ملی ایران به ثبت رسیده است.